# Robert Wallace

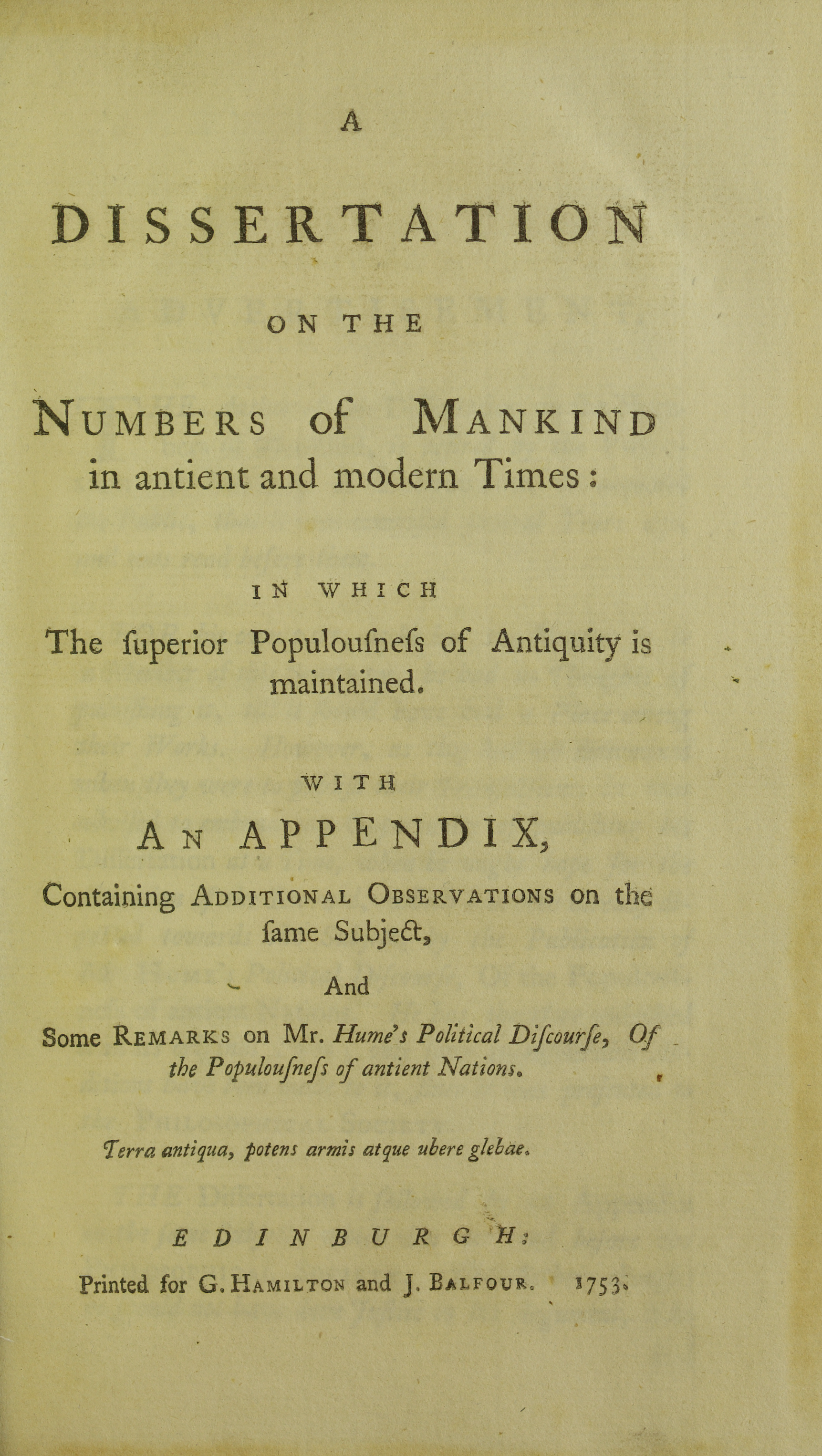
Dissertation on the numbers of mankind in antient and modern times, 1753.

Robert Wallace (1696/7-1771) est un pasteur de l'Église d'Écosse et un écrivain. Il a avancé une théorie sur le peuplement de la Terre largement inspirée des écrits bibliques.

## Biographie
Robert Wallace naît le 7 janvier 1696 ou 1697 à Kincardine dans le comté de Perthshire en Écosse. Après des études à la grammar school de Stirling en Écosse, il est accepté à l'université d'Édimbourg en 1711. En 1720, il est adjoint de James Gregory, le professeur de mathématiques.
À l'instar du pasteur Richard Price, Wallace croit que, après une rapide croissance de la population humaine dans les temps bibliques, une mesure divine favorise la monogamie, ce qui ne peut que mener à une décroissance de la population. Le Français Montesquieu adopte cette théorie de la décroissance.
En juin 1744, il est nommé chapelain royal d'Écosse et doyen de la chapelle royale. Il reçoit le degré honorifique de Doctor of Divinity de l'université d'Édimbourg le 13 mars 1759.
Robert Wallace meurt le 29 juillet 1771.

## Œuvres
Wallace publie en 1753 son traité Dissertation on the Numbers of Mankind in Ancient and Modern Times. Il comprend une critique du chapitre « Populousness of Ancient Nations » de l'ouvrage Political Discourses rédigé par David Hume. Son ouvrage a été traduit en français sous la supervision de Montesquieu. En 1758, Wallace publie Characteristics of the Present State of Great Britain qui expose à nouveau sa théorie sur la population. En 1761, il récidive avec Various Prospects of Mankind, Nature, and Providence. Cette théorie aurait influencé Robert Thomas Malthus.

## Famille
Wallace a épousé Helen, fille de George Turnbull, ministre de Tyninghame dans le Haddingtonshire. Elle mourut le 9 février 1776, laissant deux fils, Matthew et George (en), et une fille, Elizabeth, qui sont tous morts célibataires. Matthew est devenu vicaire de Tenterden dans le Kent, et George (1727-1805) était connu comme un avocat et un écrivain.